# Presa di Geertruidenberg (1573)
La presa di Geertruidenberg (1573) fu un episodio nell'ambito della guerra degli ottant'anni. L'assedio della città venne condotto da un contingente inglese, francese e fiammingo comandato dal colonnello de Poyet. Una piccola forza d'assalto guidata dal capitano inglese Walter Morgan prese il controllo del cancello principale di accesso cogliendo di sorpresa la guarnigione, gran parte della quale venne passata a fil di spada.

## Antefatto
Gli spagnoli avevano Middelburg sotto assedio. I Geuzen ad ogni modo riuscirono a sconfiggerli nelle acque della Zelanda nell'aprile di quell'anno, nella battaglia di Borsele. Un secondo contingente spagnolo era impegnato al forte di Rammekens che si arrese agli anglo-olandesi nell'agosto di quello stesso anno. Una flotta olandese venne organizzata quindi dal principe d'Orange e venne diretta a Dordrecht. Una piccola forza venne distaccata da quest'ultimo contingente, composta da soldati inglesi, scozzesi, francesi e fiamminghi e guidata dal tenente colonnello francese de Poyet, con 300 soldati in tutto ed inviata a catturare la città di Geertruidenberg. La flotta salpò nella notte alla volta della città.
La guarnigione di Geertruidenberg, composta da una compagnia di Valloni del reggimento di Cristóbal de Mondragón, includeva ufficiali spagnoli ma era comandata dal nobile francese capitano Draek e constava di 170 uomini in tutto. Le forze protestanti sbarcarono nella notte sulla costa a nord del Brabante ed iniziarono le operazioni di avvicinamento alla città.

## La cattura
La mattina del 31 agosto 1573, il colonnello de Poyet ordinò al capitano Walter Morgan ed al capitano francese Malion con diciotto picchieri e quattro olandesi che lavoravano nella città, di scalarne i bastioni e di aprire la Bredator, la porta principale della cittadina. Questa era la chiave d'accesso alla città e una volta aperta gli attaccanti furono in grado di cogliere la città di sorpresa invadendola. Quando le truppe della guarnigione si accorsero di ciò che stava accadendo, gli assedianti erano ormai penetrati in città. Tentarono di opporre resistenza armata ma vennero tutti uccisi e solo pochi riuscirono a fuggire, incluso il capitano Draek che, pur ferito alla schiena, si gettò da una finestra ed ebbe salva la vita. Nella fretta di fuggire lasciò sul tavolo l'intera paga per i suoi uomini che venne immediatamente sequestrata dagli spagnoli.
I cittadini vennero generalmente trattati bene, malgrado il fatto che un prete venne ucciso e un monaco impiccato per collaborazionismo. Un soldato inglese ricordò come quella fu la prima città catturata dalle forze dei ribelli in un anno e che questo infiammò ancora di più il morale delle truppe protestanti. Draek ripiegò fuggendo a Breda.

## Conseguenze
Dopo che venne fissata una nuova guarnigione, Poyet e Morgan fecero ritorno a Dordrecht. Il principe d'Orange nominò Jerome Tseraarts quale comandante della guarnigione di Geertruidenberg. L'8 settembre, si tenne il primo sermone protestante in città.
La città rimase nelle mani degli olandesi sino all'aprile del 1589 quando la guarnigione anglo-olandese al comando del capitano John Wingfield vendette la salvezza della città agli spagnoli del duca di Parma. L'occupazione spagnola, ad ogni modo, ebbe fine il 25 giugno 1593 quando la città venne nuovamente assediata e tornò nelle mani degli olandesi.